# Mucherveld
Mucherveld is een wijk in de gemeente Kerkrade in de Nederlandse provincie Limburg. De wijk ligt in het zuiden van stadsdeel Kerkrade-Centrum. De wijk is in de 20e eeuw gebouwd.
De wijk verwijst met zijn naam naar het geslacht Mucher. De wijk wordt begrensd door de Stationstraat aan de westzijde, de Kruisstraat aan de oostzijde, de Einderstraat aan de noordkant en de Domaniale Mijnstraat aan de zuidkant.
Bleijerheide · Chevremont · Eygelshoven · Gracht · Haanrade · Ham · Heilust · Holz · Hopel · Kaalheide · Kaffeberg · Kerkrade-Centrum · Locht · Mucherveld · Nulland · Rolduckerveld · Spekholzerheide · Terwinselen · Vink · Waubacherveld

Limburg: Steden en dorpen      Nederland: Provincies · Gemeenten